# Jałym (obwód swierdłowski)
Jałym (ros. Ялым) – wieś (dieriewnia) w Rosji, w obwodzie swierdłowskim, w rejonie aczickim. W 2010 liczyła 193 mieszkańców.